# Dendrobates nubeculosus
Dendrobates nubeculosus es una especie de anfibio anuro de la familia Dendrobatidae.

## Distribución geográfica
Esta especie es endémica de Guyana. Se encuentra hacia Rockstone en el Esequibo en el distrito de Región de Alto Demerara-Berbice.

## Descripción
El holotipo macho mide 24 mm.

## Publicación original
- Jungfer & Böhme, 2004: A new poison-dart frog (Dendrobates) from northern central Guyana (Amphibia: Anura: Dendrobatidae). Salamandra Rheinbach, vol. 40, n.º 2, p. 99–104[6]